# Molly Geertsema
Willem Jacob (Molly) Geertsema (Utrecht, 18 oktober 1918 – Wassenaar, 27 juni 1991) was een Nederlands politicus en bestuurder.
Hij was een VVD-politicus uit een patriciërsfamilie met een grote bestuurstraditie. In zijn studententijd was hij van 1945 tot 1946 praeses van het Leidsch Studenten Corps. Na afloop van zijn rechtenstudie was Geertsema van 1947 tot 1953 in Leiden actief als repetitor voor het vak burgerlijk recht. Hij was later actief in het gemeentebestuur en als ambtenaar van Binnenlandse Zaken.
In 1959 debuteerde hij als Tweede Kamerlid in de landspolitiek, later combineerde hij het fractievoorzitterschap met het ambt van burgemeester van Wassenaar. Hij was minister van Binnenlandse Zaken en vicepremier in de kabinetten Biesheuvel I en Biesheuvel II.
Hij werd in 1973 commissaris van de Koningin in Gelderland en woonde in het kasteel Middachten. Er wordt beweerd dat hij nooit een stap heeft gezet in de rozentuin en het park rondom het kasteel. Na zijn pensionering als commissaris was hij nog vier jaar Eerste Kamerlid.
Geertsema was vanwege zijn (geaffecteerde) tongval voor velen het prototype van de liberale burgerheer. Hij stond in de VVD echter links van het midden, vooral door zijn pleidooien voor samenwerking met de PvdA en voor gelijke rechten van homoseksuelen.
Molly Geertsema was familie van Carel Coenraad Geertsema en Johan Herman Geertsema Czn. Zijn zoon Alexander Geertsema is actief in de Leidse politiek.